# Темнодонтосаурус
Темнодонтосаурус (лат. Temnodontosaurus), познат још и као Leptopterygius је ихтиосаурус из ране јуре, што значи да је живео пре око 196-190 милиона година.

## Опис
Попут других ихтиосауруса, имао је тело хидродинамичног, бачвастог облика са издуженом њушком. Максимална дужина је износила девет метара. Удови су му били преображени у парна пераја, а реп је био снажан и са два режња. Очи су му биле највеће у односу на све како изумрле, тако и рецентне врсте. Имале су у пречнику 26 cm. Као код већине ихтиосауруса, биле су окружене прстеном коштаних плочица које су се преклапале и тако штитиле очи при роњењу.

## Начин живота
Као и сви ихтиосауруси насељавао је водене екосистеме. Због рекордно крупних очију, могуће је да је ова животиња била ноћни ловац. Хидродинамично тело јој је омогућавало да хвата брзи плен, углавном рибе, али и главоношце. На то указују и фосилни остаци. Наиме, унутар скелета темнодонтосауруса пронађени су чврсти остаци плена.

## Фосилни налази
Фосили овог ихтиосауруса пронађени су у Европи и то у Енглеској и Немачкој.